# Sun Tzu
Sun Tzu (en chino simplificado: 孙子, en chino tradicional: 孫子, en pinyin: Sūnzǐ) fue un general, estratega militar y filósofo de la antigua China. El nombre por el que lo conocemos es en realidad un título honorífico que significa «Maestro Sun». Su nombre de nacimiento era Sun Wu y fuera de su familia era conocido por su nombre de cortesía Changqing. Tradicionalmente se le considera como el autor de El arte de la guerra, un influyente tratado sobre estrategia militar. Sun Tzu ha tenido un impacto significativo en la historia y culturas china y asiática, tanto por escribir El arte de la guerra como por ser una figura histórica legendaria. 
Los historiadores se han cuestionado si Sun Tzu fue o no una figura histórica auténtica. Tradicionalmente se le sitúa en el período de las Primaveras y Otoños de China (722-481 a. C.) como general militar al servicio del rey Helü de Wu, que vivió c. 544-496 a. C. Los estudiosos modernos aceptan su lugar histórico al situar la creación de El arte de la guerra en el período de los Reinos combatientes (476-221 a. C.) con base en las descripciones militares del texto y a la similitud de su prosa con la de otros trabajos creados a comienzos de la etapa de los Reinos Combatientes.
Los relatos tradicionales afirman que su descendiente, Sun Bin, también escribió un tratado sobre tácticas militares, titulado El arte de la guerra de Sun Bin. Tanto Sun Tzu como Sun Bin son referidos como Sun Tzu en los escritos chinos clásicos, y algunos historiadores creyeron que ambos eran la misma persona hasta que se descubrió el tratado del segundo en 1972. Durante el siglo XX, El arte de la guerra de Sun Tzu se hizo popular también en Occidente y en la actualidad es de gran influencia en casi todo el mundo en ámbitos tan dispares como la política, los negocios, los deportes y la guerra.

## Vida
Las fuentes más antiguas disponibles discrepan sobre el lugar de nacimiento de Sun Tzu. Los Anales de primavera y otoño afirman que nació en Qi, mientras que las Memorias históricas de Sima Qian dicen que Sun Tzu era nativo de Wu. Sin embargo, ambas fuentes coinciden en que el tratadista nació a fines del período Primaveras y Otoños de China (722-481 a. C.) y que estuvo activo como general y estratega, sirviendo al rey Helü de Wu a partir del año 512 a. C. Sus victorias militares le inspiraron para escribir El arte de la guerra, uno de los tratados militares más leídos en la siguiente etapa de los Reinos combatientes (475-221 a. C.), caracterizada por la constante lucha entre siete naciones (Zhao, Qi, Qin, Chu, Han, Wei y Yan) que combatieron para controlar la vasta extensión de territorio fértil del este de China.
Una de las historias más conocidas acerca de Sun Tzu, tomada de las Memorias históricas, ilustra su temperamento de la siguiente manera: antes de contratar a Sun Tzu, el rey de Wu probó sus habilidades mandándole convertir un hougong de 180 concubinas en soldados. Sun Tzu las dividió en dos compañías al mando de las dos mujeres favoritas del rey. Cuando el estratega les ordenó girar a la derecha, ellas se rieron. En respuesta, Sun Tzu dijo que el general, en ese caso él mismo, era responsable de asegurar que los soldados entendían las órdenes que se les daban. Reiteró la orden, pero las concubinas volvieron a reír. Ante las protestas del monarca, Sun Tzu ordenó la ejecución de sus dos concubinas favoritas, y explicó que si los soldados entendían las órdenes de su general pero no las obedecían, era culpa de los oficiales. También añadió que una vez que un general era designado, su deber era llevar a cabo la misión incluso ante las protestas del rey. Tras la ejecución de las dos concubinas se eligieron nuevos oficiales para reemplazarlas y ambas compañías realizaron sus maniobras sin problemas.
Las Memorias históricas afirman que Sun Tzu más tarde demostró en el campo de batalla que sus teorías eran eficaces (por ejemplo, en la batalla de Boju), que tuvo una exitosa carrera militar y que escribió El arte de la guerra sobre la base de su probada experiencia. Sin embargo, el Zuo Zhuan, un antiguo texto histórico que ofrece un relato detallado de la batalla de Boju, no menciona en ningún momento a Sun Tzu. El descendiente de Sun Tzu, Sun Bin, también se convirtió en un famoso erudito de las artes militares.

### Historicidad
Algunos eruditos han expresado dudas sobre la existencia auténtica de Sun Tzu y la datación tradicional de El arte de la guerra. Su escepticismo es alimentado por factores que incluyen posibles inexactitudes históricas y anacronismos en el texto, así como lo improbable de la ejecución de las concubinas favoritas del rey. Este escepticismo, que ha llevado a los historiadores incluso a negar la existencia de una figura histórica llamada Sun Tzu, también ha provocado un enconado debate entre escépticos y tradicionalistas, especialmente en China. La atribución de la autoría de El arte de la guerra varía entre los estudiosos, y se han llegado a barajar nombres como el erudito Wu Zixu de Chu, una escuela de pensamiento de Qi o Wu, Sun Bin o un autor anónimo.
Los tradicionalistas atribuyen la autoría de El arte de la guerra a la figura histórica de Sun Tzu, que es mencionado en las Memorias históricas y en los Anales de primavera y otoño. En ellos se dice que estuvo activo a fines del siglo VI a. C., desde el 512, y la presencia de características de El arte de la guerra en otros textos históricos es considerada una muestra de su historicidad y autoría. Ciertos conceptos estratégicos, como la clasificación del terreno, se atribuyen a Sun Tzu y su reutilización en otros trabajos, como en Los métodos de Sima, no hace sino confirmar la prioridad histórica de Sun Tzu.
Los escépticos identifican posibles anacronismos en El arte de la guerra como problemas en el punto de vista tradicionalista, caso de algunos términos, tecnología, ideas filosóficas, hechos y técnicas militares. Argumentan que existe disparidad entre las guerras a gran escala y las sofisticadas técnicas detalladas en el texto con las pequeñas escalas de las primitivas batallas que muchos creen que predominaban en el siglo VI a. C. Sin embargo, de acuerdo con Ralph D. Sawyer, es muy probable que Sun Tzu existiera realmente, que no solo fuera general y que escribiera el núcleo del libro que lleva su nombre. Sawyer sostiene que sus enseñanzas fueron probablemente transmitidas durante generaciones por su familia o por una pequeña escuela de discípulos, incluido su descendiente Sun Bin, y que estas fueron revisadas y ampliadas más tarde.

## El arte de la guerra

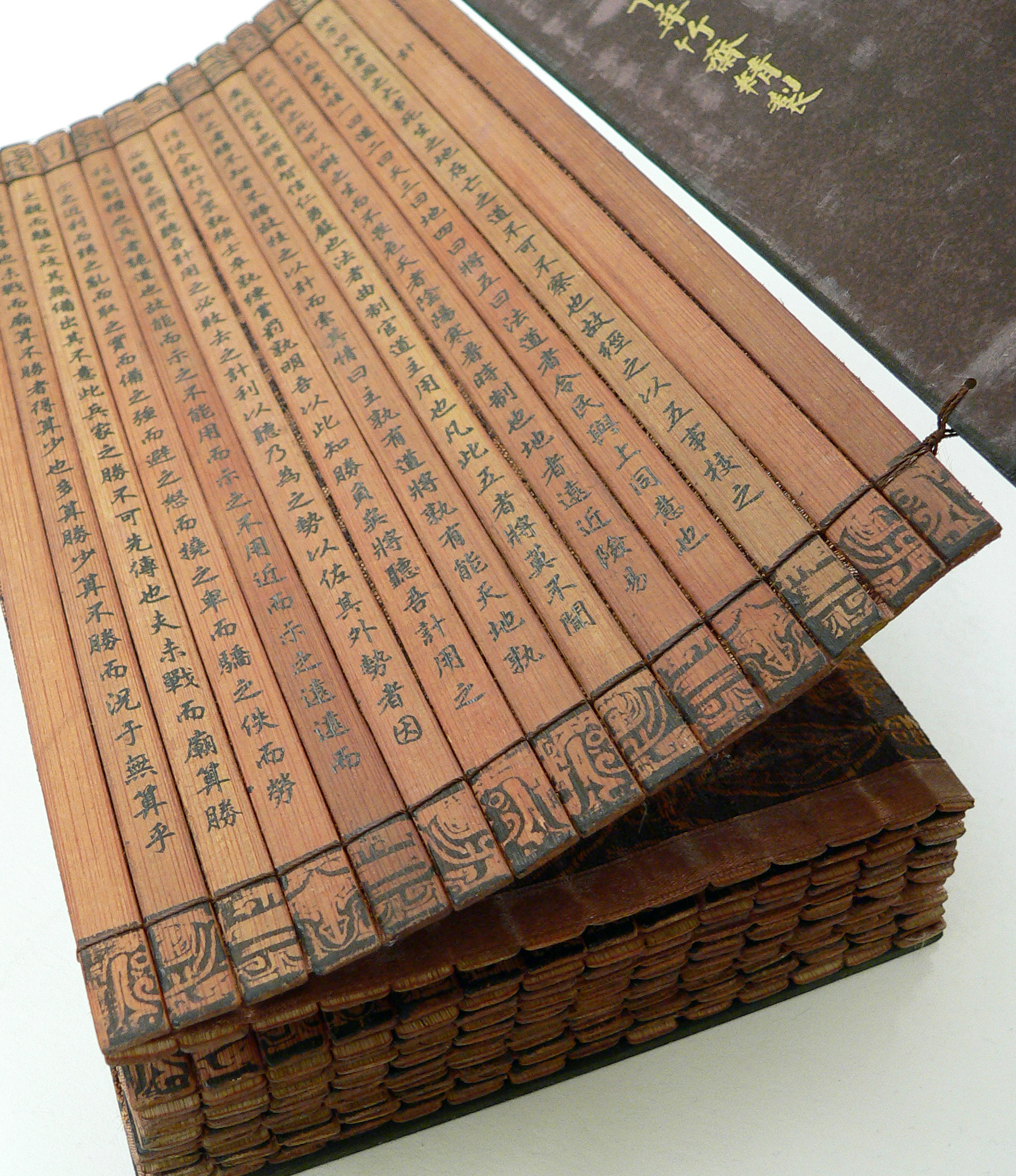
Versión en bambú de El arte de la guerra

La autoría de El arte de la guerra (en chino simplificado: 孙子兵法, en chino tradicional: 孫子兵法, en pinyin: Sūn Zǐ Bīng Fǎ, lit. «Reglas para soldados del Maestro Sun») se atribuye tradicionalmente a Sun Tzu. Presenta una filosofía de la guerra para la gestión de los conflictos y ganar batallas; es considerado una obra maestra sobre la estrategia, por lo que ha sido frecuentemente citado y referido por generales y teóricos desde que fue publicado, traducido y distribuido internacionalmente por primera vez.
Existen muchas teorías sobre si el texto fue completado, y sobre la identidad del autor o autores, pero los hallazgos arqueológicos han demostrado que El arte de la guerra había alcanzado más o menos su forma actual ya a inicios de la dinastía Han (206 — 220 d. C.). Debido a que es imposible demostrar de forma definitiva cuándo fue terminado el tratado antes de esas fechas, las diferentes teorías sobre el autor o autores de la obra y la época de su escritura probablemente no se resuelvan nunca. Algunos estudiosos recientes piensan que, contrariamente a la creencia tradicional, el tratado no solo contiene las escrituras del autor original, sino también comentarios y clarificaciones de filósofos militares posteriores, como Li Quan y Du Mu.
De todos los textos militares escritos antes de la unificación de China y la quema de libros en el siglo II a. C., sobrevivieron seis obras importantes, incluido El arte de la guerra. Durante la dinastía Song, a finales del I milenio d. C., estas seis obras se combinaron con un texto de la dinastía Tang en una colección llamada los Siete clásicos militares. Como parte central de la compilación, El arte de la guerra formó los cimientos de la teoría militar ortodoxa de China y fue de lectura obligatoria para pasar los exámenes necesarios en el nombramiento imperial para puestos militares.
Según Alexander y Annellen Simpkins, El arte de la guerra de Sun Tzu utiliza un lenguaje que puede ser inusual en un texto occidental sobre guerra y estrategia. Por ejemplo, su capítulo once dice que un jefe debe ser «sereno e inescrutable» y capaz de comprender «planes insondables». Afirman que el texto contiene muchos comentarios similares que desde hace tiempo confunden a los lectores occidentales que carecen de un conocimiento del contexto religioso de Asia Oriental, pues tales comentarios resultan más claros cuando se interpretan en el ámbito del pensamiento y la práctica taoístas. Sun Tzu vio el general ideal como un maestro taoísta iluminado, lo que ha llevado a que El arte de la guerra sea considerado un excelente ejemplo de estrategia taoísta.
El libro no solo es popular entre los teóricos militares, sino que también se ha ganado una gran aceptación entre los líderes políticos y los de gestión empresarial. A pesar de su título, El arte de la guerra aborda estrategias de un modo amplio, incidiendo en la administración pública y la planificación. El texto describe teorías para las batallas, pero aboga asimismo por la diplomacia y el cultivo de las relaciones con otras naciones como algo esencial para la salud de un Estado.
El 10 de abril de 1972 se desenterraron por casualidad las tumbas Yinqueshan Han durante una obra en Shandong. Dentro se halló una colección de textos antiguos escritos sobre unas láminas de bambú inusualmente bien preservados. Entre ellos estaban El arte de la guerra y los Métodos militares de Sun Bin. A pesar de que los bibliógrafos de la dinastía Han sabían de la existencia de una publicación de un descendiente de Sun Tzu, desde entonces estaba perdida. El hallazgo del trabajo de Sun Bin se considera de extrema importancia, tanto por su relación con Sun Tzu como por la adición que supone al corpus de pensamiento militar de la antigüedad tardía china. No en vano, el descubrimiento ha ampliado significativamente la teoría militar superviviente de la época de los Reinos combatientes, pues es el único texto sobre tema castrense de esa época descubierto en el siglo XX y es el más parecido a El arte de la guerra de todos los documentos conocidos.

## Legado
El arte de la guerra de Sun Tzu ha influido en muchas figuras históricas notables. Las historias tradicionales afirman que Qin Shi Huang, primer emperador de la China unificada, consideraba el libro de un valor incalculable ya a fines del período de los Reinos combatientes. El arte de la guerra fue introducido en Japón hacia el 760 d. C. y pronto se hizo muy popular entre los militares nipones, por lo que influyó significativamente en la unificación del país del sol naciente. La maestría de sus enseñanzas fue honrada entre los samuráis, y sus directrices fueron exhortadas y ejemplificadas por daimyō y shōgun influyentes como Oda Nobunaga, Toyotomi Hideyoshi y Tokugawa Ieyasu. También Tōgō Heihachirō, almirante de la flota japonesa que derrotó a la rusa en la Guerra ruso-japonesa, fue un ávido lector de El arte de la guerra.
El líder comunista chino Mao Zedong atribuyó su victoria sobre Chiang Kai-shek y el Kuomintang en 1949 en parte a El arte de la guerra. Además, el tratado influyó profundamente en los escritos de Mao sobre la guerra de guerrillas, ideas que a su vez calaron en insurgencias comunistas por todo el mundo. El general Võ Nguyên Giáp, el cerebro militar detrás de las victorias sobre las fuerzas francesas y norteamericanas en Vietnam, fue un apasionado estudiante y practicante de las ideas de Sun Tzu. La derrota estadounidense en este conflicto, más que ningún otro hecho, atrajo hacia Sun Tzu la atención de los jefes militares norteamericanos. Hồ Chí Minh tradujo al vietnamita el tratado militar para que fuera leído por sus oficiales.
El Departamento del Ejército de los Estados Unidos, a través de su Escuela de Comando y Estado Mayor, ordena a todas sus unidades que mantengan bibliotecas en sus respectivos cuarteles para la continua educación del personal en el arte de la guerra. El arte de la guerra se menciona como un ejemplo de libros que debe tener cada unidad individual, y los oficiales de personal están obligados a preparar trabajos breves para que sean leídos en las presentaciones de otros oficiales. El viejo tratado chino aparece en el Programa de lectura del cuerpo profesional de Marines. Durante la Guerra del Golfo a comienzo de la década de 1990, los generales estadounidenses Norman Schwarzkopf y Colin Powell practicaron los principios de Sun Tzu sobre el engaño, la velocidad y el ataque a los puntos flacos del enemigo.
Mark McNeilly escribe en Sun Tzu and the Art of Modern Warfare que una interpretación moderna de Sun Tzu y su importancia a lo largo de la historia de China es decisiva para comprender el empuje de este país para convertirse en una superpotencia del siglo XXI. Los eruditos modernos chinos se basan de forma explícita en lecciones estratégicas históricas y en El arte de la guerra para desarrollar sus teorías, pues ven una relación directa entre las luchas modernas y las de la época de Sun Tzu. Perciben un gran valor en las enseñanzas de Sun Tzu y de otros escritores tradicionales chinos, lecciones que son aplicadas por el Estado chino y sus líderes en la creación de estrategias.